# Westerose
Westerose est un hameau situé dans la province d'Alberta, dans le centre.